# Ursula Geissler
Ursula Geissler (* 30. Januar 1931 in Leipzig, Deutschland; † 23. Juni 2018 in Berlin, Deutschland) war eine deutsche Botanikerin und Hochschullehrerin. Sie forschte bis zu ihrer Emeritierung 1996 über 20 Jahre als Leiterin der Arbeitsgruppe „Algen und Hydrobiologie“ im Institut für Systematische Botanik und Pflanzengeographie der Freien Universität Berlin. Ihr botanisches Autorenkürzel lautet „Geissler“.

## Leben und Werk

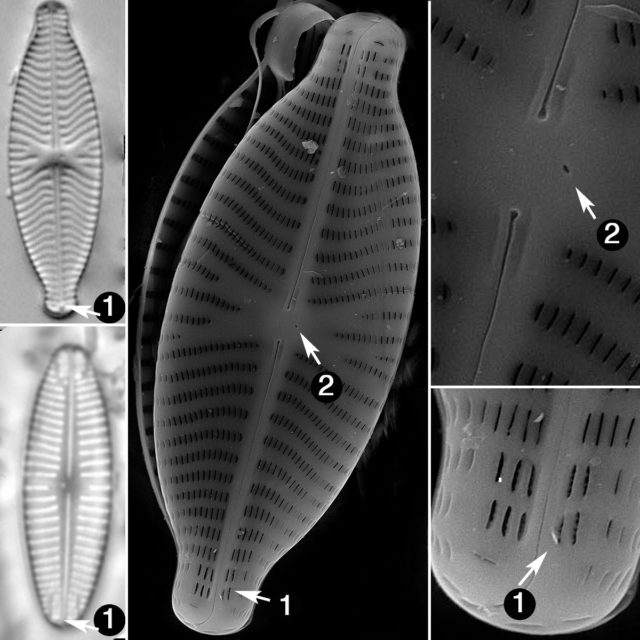
Geissleria Lange-Bert

Geissler absolvierte von 1949 bis 1951 eine Gärtnerlehre im Botanischen Zentralschulgarten in Leipzig und studierte Gartenbau von 1951 bis 1955 an der Universität Leipzig und an der Technischen Universität Berlin. Ab 1955 forschte sie als Mitarbeiterin in der Forschungsgruppe Mikromorphologie. Der Kurator des Algen-Herbariums am Botanischen Museum Berlin-Dahlem, Johannes Gerloff, war einer ihrer Lehrer, der sie für das Studium der Algen, insbesondere der Diatomeen, begeisterte. 1958 promovierte sie an der Technischen Universität Berlin mit der Dissertation: Das Membranpotential einiger Diatomeen und seine Bedeutung für die lebende Kieselalgenzelle. Sie habilitierte sich 1968 an der Freien Universität Berlin mit der Schrift: Die Variabilität der Schalenmerkmale und ihre Bedeutung für die Taxonomie der Diatomeen.
Geißler arbeitete als Phykologin am Lehrstuhl für Biologie und Anthropologie der Technischen Universität Berlin und am Institut für Biologie der Freien Universität Berlin. Die Ergebnisse ihrer Forschung über Algen veröffentlichte sie in 51 Originalarbeiten, Buchkapiteln, Monographien, Tagungsbeiträgen und Berichten. Ihr Hauptarbeitsgebiet waren besonders die elektronenmikroskopischen Untersuchungen der Diatomeen, aber auch in Berlin die Erfassung der Mikro- und Makroalgenflora. Naturschutzfachliche Aspekte und die Nutzung der Autökologie von Mikroalgen zur Bioindikation waren bei ihrer Forschung sehr bedeutsam. Zusammen mit Gerloff arbeitete sie auch marine und limnische Makroalgen erstmals 1984 in die Roten Listen der gefährdeten Arten der DDR und Berlins ein. Sie beschrieb mit Gerloff zwei neue Diatomeen-Arten: 1963 Navicula diabolica und 1964 Navicula tubulifera. Die Kieselalgen Encyonema geisslerae, Fogedia geisslerae, Gomphonema geisslerae, Navicula geisslerae und die Diatomeen-Gattung Geissleria wurden nach ihr benannt.
Sie war eine Mitbegründerin der Treffen Deutschsprachiger Diatomologen mit Internationaler Beteiligung.

## Veröffentlichungen (Auswahl)
- Zu Veränderungen in der Algenflora und zur Situation von Roten Listen in Berlin (West). Landschaftsentwicklung und Umweltforschung S 6: 125–128, 1991.
- mit L. Kies: Artendiversität und Veränderungen in der Algenflora zweier städtischer Ballungsgebiete Deutschlands: Berlin und Hamburg. Nova Hedwigia, Beiheft 126, 2003. * The diatom flora of Berlin (Germany): A spotlight on some documented taxa as a case study on historical biodiversity. Eighteenth International Diatom Symposium 2004, Miedzyzdroje, Poland (A. Witkowski, ed.), S. 91–105.